# (2758) Cordelia
(2758) Cordelia ist ein Asteroid des Hauptgürtels. Er wurde am 1. September 1978 vom russischen Astronomen Nikolai Stepanowitsch Tschernych am Krim-Observatorium in Nautschnyj (IAU-Code 095) entdeckt.
Sein Name geht zurück auf „Cordelia, die jüngste Königstochter“ in Shakespeares König Lear.